# Kios

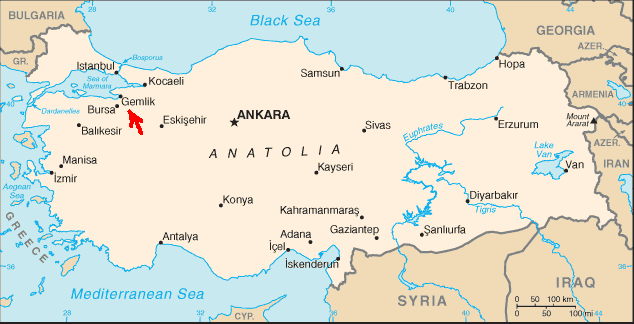
Gemlik – współczesne miasto w Turcji

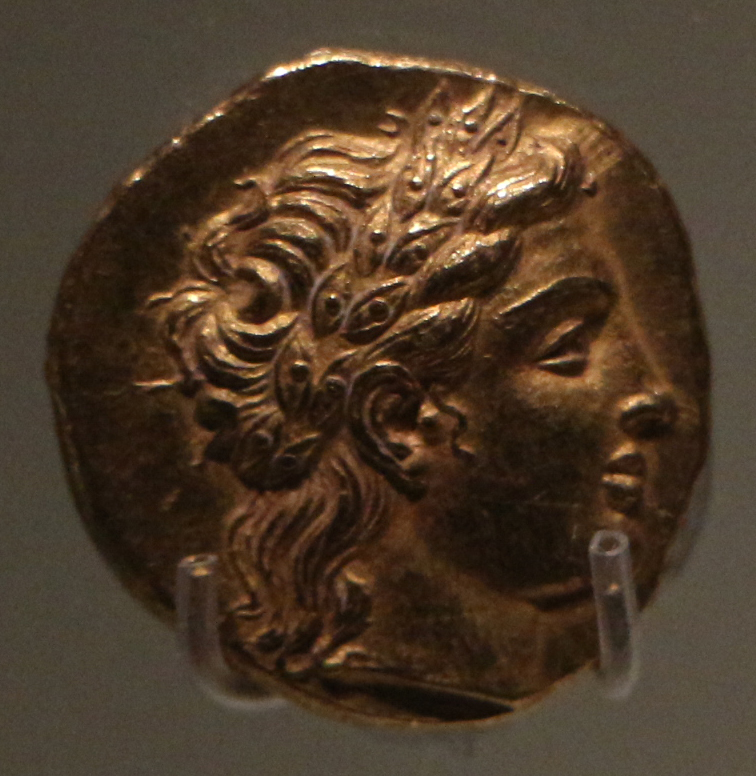
Starożytna moneta bita w Kios

Kios (gr.: Kίος lub Kείος, Kíos lub Keíos; łac. Cius) – starożytne miasto greckie leżące na terenie dawnej Bitynii w Azji Mniejszej (ob. północno-zachodnia Turcja) oraz graniczące z Propontydą (ob. Morze Marmara). Zostało skolonizowane przez mieszkańców Miletu w 627 p.n.e. Było ważnym miejscem na mapie sieci handlowej, na skrzyżowaniu dróg Azji i Europy. Nazwa miasta została później zmieniona na Prusias ad Mare, nadana przez Prusjasza I, króla Bitynii. Współczesną nazwą jest Gemlik, leżący na terenie prowincji Bursa w Turcji.

## Historia miasta

### Początki
Kraina Bitynia była zajęta przez Hetytów w czasie II tysiąclecia p.n.e. oraz później, w XII w. p.n.e., przez Frygów i Myzjan – indoeuropejskie ludy, które przywędrowały z Europy do Azji Mniejszej. W X w. p.n.e. region był zajęty przez lud Bitynów, który przybył z Tracji. Pozostali tam, aż do jego kolonizacji przez Milet. Dużo sławnych miast wówczas zostało zbudowanych nad brzegami Bosforu, takich jak Kios (627 p.n.e.), Chalkedon, Kyzikos, Herakleja i Astakos (późniejsza Nikomedia).

### Czasy perskie
Od 625-555 p.n.e. Kios, jako kolonia Miletu, prosperował, z powodu swego kluczowego położenia, jako port i punkt handlowy dla towarów przychodzących do i od lądu stałego. W 553 p.n.e. Azja Mniejsza przeszła pod kontrolę Lidyjczyków i Persów. Płacąc podatki nowym władcom, mieszkańcy Kios posiadali wolność i niezależność w handlu i sposobie życia. Miastem Kios rządzili władcy pochodzący ze starej perskiej dynastii Artabazydów, spokrewnionej z Achemenidami. W V i IV w. p.n.e. władali oni, jako faktycznie niezależni dynaści, aż do zniesienia władzy przez Macedończyków w 302 p.n.e. Pierwszym znanym władcą był Artabazos, panujący w latach ok. 490–470 p.n.e.
W 466 p.n.e. miasto zostało uwolnione przez Ateńczyków. Wódz ateński Kimon pokonał perską flotę wojenną na Cyprze i odepchnął Persów w głąb stałego lądu na wiele lat. Miasto Kios wraz z innymi miastami Azji Mniejszej należało do I Ateńskiego Związku Morskiego. Po ateńskiej porażce na Sycylii Kios był znowu został włączony do Persji w 412 p.n.e. W 334 p.n.e. został oswobodzony przez Aleksandra Wielkiego, króla Macedonii.
Miasta Azji Mniejszej mogły rozwinąć swoją kulturę i bogactwo. Osiągnęły szczyt rozwoju cywilizacyjnego na różnych poziomach podczas panowania Aleksandra Wielkiego oraz po jego śmierci. (W 330 p.n.e. Kios miał pierwsze złote monety w historii). Handel rozwijał się szybko, a złote monety z Kios były znajdywane na terenie Egipcie i Fenicji.
Kios później stał się członkiem Związku Etolskiego. Antagonizmy i spory następców Aleksandra Wielkiego sprowadziły na Kios i inne miasta Azji Mniejszej późniejsze katastrofy. Bratanek ostatniego władcy Kios Mitrydatesa II, straconego na rozkaz Antygona I Jednookiego, Mitrydates I Ktistes, uciekł do Pontu. Dzięki poparciu osadników pochodzenia irańskiego objął tam władzę, ostatecznie przyjmując tytuł króla w 281 p.n.e.
Po śmierci Lizymacha, króla Tracji, kilka ważnych miast nad Morzem Czarnym i Bosforem utworzyło tzw. Związek Północny. W jego skład wchodziły miasta: Herakleja Pontyjska, Bizancjum, Chalcedon, Kios, Tios). Do nich dołączyli później Mitrydates I Ktistes, król Pontu oraz Nikomedes I, król Bitynii. Najgorszym okresem dla Kios był najazd króla bityńskiego Prusjasza I, wnuka Nikomedesa I, z pomocą Filipa V, króla Macedonii. Obywatele zostali zmasakrowani, wypędzeni albo zniewoleni, a nazwa miasta została zmieniona na „Prusias ad Mare”. Te okrucieństwo poruszyło wielu ludzi do działania, w szczególności Rodyjczyków i Attalosa I, króla Pergamonu. Poprosili oni Rzym o pomoc. Rzymianie skorzystali z tej okazji, by najechać Grecję, walcząc i pokonując Filipa V w bitwie pod Kynoskefalaj na terenie Tesalii w 197 p.n.e. (II wojna macedońska). Król Macedonii, po porażce, był niezdolny, by przeszkodzić Rzymianom w zajęciu miast Azji Mniejszej. Rzym zrealizował swój cel w 74 p.n.e., po śmierci króla Nikomedesa IV Epifanesa Filopatora, zajmując miasto Kios oraz Bitynię.

### Czasy rzymskie i bizantyńskie
Kios, pod rzymskim panowaniem, utrzymało swój grecki charakter, handel oraz kulturę, tak jak inne miasta, Kyzikos i Apamea. Region stał się znanym i ulubionym letnim miejscem wypoczynku dla rzymskich władców. Znakomici filozofowie z Kios, tacy jak Asklipiades i Archippos Flavios, poradzili sobie, by zapewnić wiele korzyści dla miasta, włącznie ze zmianą na jego pierwotną nazwę – Kios.
Od początku II w. n.e. (112 n.e.) chrześcijaństwo zaczęło się szybko rozwijać w regionie Bitynia. Pliniusz Młodszy, namiestnik Bitynii, pytał cesarza Trajana o instrukcję, jak by zatrzymać chrystianizację regionu. Po założeniu bizantyńskiego cesarstwa i ustanowieniu chrześcijaństwa religią państwową Kios stał się siedzibą biskupstwa. Pierwszym biskupem był Kyrillos, który wziął udział w pierwszym soborze, soborze nicejskim I w 325, zwołanym przez cesarza Konstantyna Wielkiego, by przywrócić jedność chrześcijaństwu. Po zdobyciu Konstantynopola przez Turków i stracie miast, patriarcha Konstantynopola zniósł biskupstwo Kios, zastępując go metropolią Nicei z siedzibą w Kios. Biskup Nicei stał się bardzo ważnym w hierarchii kościelnej.
W czasie panowania bizantyńskiego Kios posiadał wielkie znaczenie z powodu swej lokalizacji, a nawet stał się ulubionym miejscem wypoczynku dla cesarzy. Szkoła wojskowa, założona przez Justyniana Wielkiego, działała przez 37 lat. Miasto, znajdujące się przy skrzyżowaniu dwóch dróg ważnych szlaków handlowych, było centrum wielu konfliktów. Obszar ten był terenem wojny między Bizancjum a jego wrogami. Region cierpiał od najazdów Gotów i Arabów, także od krzyżowców i Seldżuków. Ci ostatni zaczęli się pojawiać od 1100. Powstała pierwsza turecka stocznia w Kios, budująca statki wojenne rękoma miejscowej ludności greckiej. Później, w 1789, sułtan turecki Selim założył nową wojskową stocznię, która działała aż do 1860.

### Czasy krucjat
Kios był w centrum walk krzyżowców i ucierpiał w ich wyniku. W czasie I wyprawy ludowej w [[]] roku znajdował się tam ufortyfikowany obóz wojskowy pod nazwą „Civetot” (Kibotos), gdzie krzyżowcy ludowi zostali pokonani przez Turków. Po długiej walce krzyżowcy zepchnęli Seldżuków do kraju blisko Ikonium. Podczas IV krucjaty, kiedy cesarzem był Aleksy III Angelos, a oblężenie Konstantynopola było w toku, Kios zdobyli Frankowie w 1207, którzy trzymali go aż do wyzwolenia przez cesarza Michała VIII Paleologa w 1261.

### Panowanie osmańskie
W 1300 Turcy pojawili się pod dowództwem Osmana I, niszcząc wszystkie przybrzeżne miasta Propontydy oraz zdobywając Bursę w 1326. Po dziesięciu latach, podczas ciężkiego oblężenia, zdobyli Kios. Miasto było zupełnie zniszczone aż do fundamentów, a jego obywatele uciekli na Górę Argathonion. Po trzech latach, otrzymując prawo powrotu, zamieszkali na obszarze poniżej murów miejskich, znanym jako Kastrina (blisko ruin kościoła Theomanna). Odbudowali Kościół Koimisis Theotokou (kościół katedralny) lub Pasariotissa oraz zaczęli organizować swoje życie. Mieszkańcy, głównie rybacy i rolnicy, nie posiadając wykształcenia, byli zobowiązani przyjąć język turecki. Ich życie było ciężkie. Wielu z mieszkańców zdecydowało się porzucić miasto, ponieważ nie mogli znieść tureckiej obecności i represji. Turcy nawet zakazali im uprawy winnic i konsumpcji wina. Ludność Kios – Kiotes – uprawiała granaty zamiast winorośli. Te ciężkie warunki zostały rozluźnione pomiędzy 1656 a 1710. Wielu Greków z Kios i Kyzikos, którzy byli wykwalifikowanymi budowniczymi statków, znalazło pracę w nowo założonej tureckiej stoczni wojennej. Miasto Kios, z większością mieszkańców pochodzenia greckiego, miało prawo wyboru burmistrza (ostatnim posiadaczem tego urzędu był Anastios Pinatsis, który zmarł jako uchodźca w Thesalonikach w 1938).

### XIX wiek
Pomiędzy 1823 a 1839, za panowania sułtana Mahmuda II, miały miejsce pierwsze reformy, jak i później, za sułtana Abdülmecida, sytuacja chrześcijan uległa poprawie. Religijna, społeczna i handlowa struktura Kios została przywrócona, a w edukacji była wzrosła liczba nauczycieli. Szkoły dla chłopców i dziewcząt zakładano na koszt wspólnoty chrześcijańskiej. Klasyczny duch Grecji, kraju kultury i wolności, zaczął być ponownie nauczany w szkołach. Chrześcijanie posiadali pełną wolność w obchodzeniu życia religijnego. Handel rozwinął się do tak wielkiego rozmiaru, że większość Turków w regionie była zależna od greckich obywateli Kios. W 1908 po ogłoszeniu tureckiej konstytucji, świętowano wolność i równość wszystkich tureckich obywateli, mimo ich różnic narodowościowych czy religijnych. Ten stan szczęśliwości nie trwał długo. Pojawili się młodoturcy, zwolennicy Kemala Atatürka. Ich polityka zaostrzyła konflikty narodowościowe, które znalazły ujście w krwawych represjach wobec ludności greckiej i ormiańskiej. Wymordowano około 300 tys. Greków w Batalionach Pracy, tzw. amele tampourou.

### XX wiek
W czasie I wojny światowej, Imperium Osmańskie, walcząc po stronie Niemiec, kontynuowała pogromy, masakry i niszczenie populacji greckiej. Mieszkańcy Kios organizowali się, kupując broń, by walczyć z Turkami. Pod koniec wojny alianci i armia grecka wkroczyli do Konstantynopola. W obszarze wokół Kios partyzantka turecka, tzetes, jeszcze walczyła, aż w końcu została wyrzucona z pomocą angielskiej marynarki wojennej. Grecka armia, pod rozkazem gen. D. Samartzisa, przywróciła wolność miasta 25 lipca 1920. Wyzwolicieli entuzjastyczne powitano, organizując paradę, z biskupem Nicei, późniejszym patriarchą Bazylim III i burmistrzem A. Pinatsisem na czele. Powodzenie nie trwało długo, zdrada przez aliantów doprowadziła do niepowodzenia wyprawy armii greckiej w Azji Mniejszej. Niedawno utworzony Związek Radziecki przystąpił do pośrednictwa między Grecją a Turcją, ale nie było żadnej odpowiedzi od rojalistycznego greckiego rządu.
Kemal Atatürk szedł dalej do ataku, z pomocą aliantów, którzy uprzednio byli sprzymierzeńcami Greków. Grecka armia, opuszczona przez nich, bezskutecznie walczyła z Turkami. Miasto Kios było opróżnione 23 sierpnia 1922. 30 tys. ludzi z Kios i otaczających wsi, jako uchodźcy, zebrało się na plaży, czekając bezradnie na statki, by się ratować. W końcu przypłynęło jedenaście statków towarowych. Od godz. 2 po południu 25 sierpnia 1922 zaczęto załadowywać na nie uchodźców, którzy zostawiali za sobą swoją ojczyznę. W Grecji uchodźcy z Kios założyli, na terenie Argolidy, miejscowość Nea Kios. Miasto Kios zostało przemianowane na Gemlik oraz włączone do prowincji Bursa na terenie współczesnej Turcji.